# Elise Hughes
Elise Hughes, née le 15 avril 2001 à Hawarden, est une footballeuse internationale galloise évoluant au poste d'attaquant.